# Minuscule : La Vie privée des insectes
Pour les articles homonymes, voir Minuscule.
Minuscule : La Vie privée des insectes, ou simplement Minuscule, est une série télévisée mi-animation, mi-prises de vues réelles française créée par Hélène Giraud et Thomas Szabo, produite par Futurikon et diffusée à partir du 18 octobre 2006 sur France 2 dans l’émission KD2A, et sur Disney Channel, puis sur France 5 dans Zouzous depuis le 25 juin 2011. Elle est aussi diffusée au Québec sur VRAK, en Belgique sur la RTBF et en Suisse sur la TSR.

## Synopsis
Mêlant animation 3D et décors naturels, cette série met en scène le quotidien d'animaux minuscules (insectes, araignées, escargots…) des campagnes françaises, les présentant dans des situations burlesques et parfois contemplatives.

## Fiche technique
- Producteur : Philippe Delarue
- Réalisateur : Thomas Szabo et Hélène Giraud
- Directrice artistique : Hélène Giraud
- Musique : Hervé Lavandier
- Lay-out : Guillaume Delaunay et Florian Guzek
- Chefs monteurs : Samy Dehili, Tony Da Sylva, et Raphel Assous
- Cadreur : Eric Gravel
- Régisseuse : Morgane Dumont

## Personnages
Bien que chaque épisode soit indépendant, certains personnages sont récurrents. Chacun d’eux a une personnalité propre.
- La coccinelle : ce personnage est à la fois le plus malin des insectes et le justicier de la série (c'est notamment elle qui venge les insectes victimes des mauvais tours de la sauterelle). Elle prend aussi un plaisir à défier les mouches dans une course de vitesse où elle les entraîne systématiquement dans la toile de l'araignée rousse afin de trouer et réduire celle-ci à l'état de loque.
- La mouche.
- L’araignée noire.
- L’araignée jaune.
- Les fourmis noires.
- Les fourmis rouges : elles n'apparaissent que dans la saison 2. Les fourmis noires se font régulièrement « piquer » la nourriture par les fourmis rouges. Le reste de l'épisode est alors consacré à la revanche de celles-ci, plus futées que les rouges.
- L’escargot : il est ami avec le mille-pattes.
- La chenille verte.
- Le papillon de nuit : il n'apparait que dans la saison 1.
- La guêpe.
- La chenille dodue.
- Le grand papillon (Machaon).
- Le bousier : il n'apparait que dans la saison 1.
- Le mille-pattes : il est ami avec l'escargot. C'est un grand trouillard.
- La sauterelle : ce personnage fait systématiquement de mauvaises blagues aux autres insectes. Elle ricane à chacun de ses mauvais tours.
- L’abeille.
- Le moustique.
- La cigale : elle n'apparait que dans la saison 1.
- La libellule.
- Les êtres humains. Ils s'expriment dans un sabir incompréhensible. Les insectes, séparément ou ensemble, leur prennent souvent de la nourriture (exemple des escargots mangeurs de salades). On ne voit pas leur visage.

## Diffusion
La série étant diffusée dans plus de 70 pays, seuls les principaux sont référencés ci-après.
| Pays         | Chaînes              |
| ------------ | -------------------- |
| Australie    | ABC                  |
| Canada       | VRAK.TV              |
| Danemark     | DR-TV                |
| Finlande     | YLE                  |
| France       | France 2 et France 5 |
| Italie       | RAI 3                |
| Mexique      | Once TV México (es)  |
| Norvège      | NRK                  |
| Pays-Bas     | VPRO                 |
| Suède        | SVT                  |
| Chine        | Dox TV, CCTV         |
| Japon        | NHK Educational      |
| Corée du Sud | EBS                  |

## Distinctions
- Cartoons on the Bay 2006 : prix Pulcinella de la meilleure série télévisée tous âges confondus.
- Festival d'animation d'Hiroshima 2008 : Prix spécial du jury
- Festival de Luchon 2006 : primé.
- Laurier de l'audiovisuel 2007 (Sénat) : prix « jeunesse ».

## Éditions en vidéo
| Saison | Volume | Titre                                    | Épisodes | Support | Sortie           | ASIN              |
| ------ | ------ | ---------------------------------------- | -------- | ------- | ---------------- | ----------------- |
| 1      | 1      | La Série qui fait mouche !               | 1 à 20   | DVD     | 22 mars 2007     | (ASIN B000NHL9GO) |
| 1      | 2      | La Série qui a une araignée au plafond ! | 21 à 40  | DVD     | 22 mars 2007     | (ASIN B000NDEY0Q) |
| 1      | 3      | La Série qui fourmille d’idées !         | 41 à 59  | DVD     | 22 mars 2007     | (ASIN B000NDEY10) |
| 1      | 4      | La Série qui ne donne pas le bourdon !   | 60 à 78  | DVD     | 4 septembre 2007 | (ASIN B000UAEV7I) |
| 1      | 1-4    | Intégrale de la saison 1                 | 1 à 78   | DVD     | 4 septembre 2007 | (ASIN B000UAEVM6) |
| 2      | 1      | La Série à butiner sans modération !     | 1 à 25   | DVD     | 3 avril 2012     | (ASIN B0068Z90C0) |
| 2      | 2      | La Série qui bourdonne de plaisir !      | 26 à 49  | DVD     | 3 avril 2012     | (ASIN B0068Z8ZZ8) |
| 2      | 3      | La Série qui a tout d'une grande !       | 50 à 73  | DVD     | 2 octobre 2012   | (ASIN B007ZMCVJY) |
| 2      | 4      | C'est l'hymne de nos campagnes !         | 74 à 97  | DVD     | 2 octobre 2012   | (ASIN B00J04V3GM) |

## Films d'animation
Deux longs métrages d'animation située dans l'univers de la série sont sortis au cinéma : Minuscule : La Vallée des fourmis perdues (2014) et Minuscule 2 : Les Mandibules du bout du monde (2019), tous deux réalisés par Hélène Giraud et Thomas Szabo. Ils reprennent certains des personnages récurrents de la série (la coccinelle, les fourmis noires et les fourmis rouges).
Un troisième film a été annoncé en cours de développement.[réf. nécessaire]